# SQUALL (小森田実のアルバム)
『SQUALL』（スコール）は、シンガーソングライター・小森田実のメジャー・デビュー・アルバム。1989年6月25日、アルファレコードから発売された。

## 概要
同時発売のデビュー曲である「夏だけの女神」を収録した全9曲が収録されている。
4曲目「ドキドキTALKING」は今井美樹に提供した「American Breakfast トキメキ添え」、7曲目「カジノ・カジノ」は森川美穂に提供した「姫様ズームイン」の歌詞を変えて収録した。
本作は2008年時点で廃盤である。

## 収録曲
- 全曲　作曲：小森田実　編曲：京田誠一・小森田実

1. 夏だけの女神
作詞：真名杏樹
2. Sweet My Girl
作詞：雄鹿美子・横山恵
3. Daydream
作詞：横山恵
4. ドキドキTALKING
作詞：小森田実
5. Twilight Dejavu
作詞：雄鹿美子
6. スコール
作詞：雄鹿美子
7. カジノ・カジノ
作詞：真名杏樹
8. 夜のパズル
作詞：真名杏樹
9. シーズン
作詞：真名杏樹